# Протоколы Освенцима

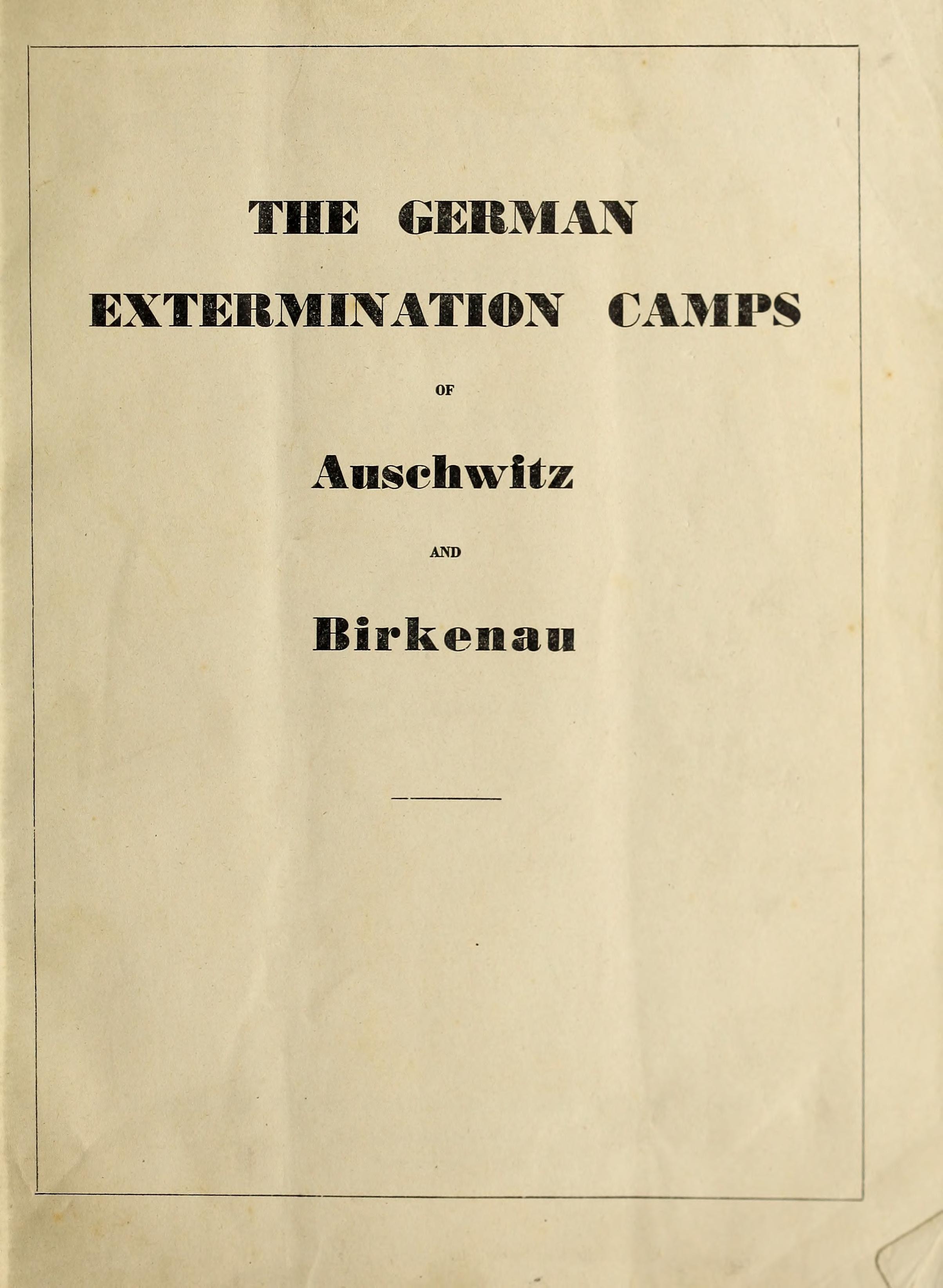
Протоколы Освенцима — обложка

Протоколы Освенцима (также «Протоколы Аушвица», англ. The Auschwitz Reports) — сборник свидетельств очевидцев о массовых убийствах, происходивших в лагере смерти Аушвиц-Биркенау (подразделения лагеря Освенцим) на оккупированной Германией территории Польши, опубликованный в 1944 году.
Свидетельства очевидцев состоят из трёх частей и по отдельности известны как «отчёт Врбы-Ветцлера», «отчёт польского майора» и «отчёт Розина-Мордовича». Иногда протоколом Освенцима называют отдельно отчёт Врбы-Ветцлера.

## Ход событий
Информация о нацистских лагерях смерти на территории Польши к моменту немецкой оккупации Венгрии 19 марта 1944 года не была секретом для западных политиков. Начиная с 1940 года ряд информаторов, наиболее известными из которых были курьер польского эмигрантского правительства Ян Карский и член подпольного «Союза вооружённой борьбы» Витольд Пилецкий, представили свои доклады о положении евреев в оккупированной нацистами Европе и ситуации в Освенциме. Западная общественность получала соответствующую информацию, например в публикациях Би-би-си, Daily Telegraph, JTA и New York Times в 1942 году.

### Распространение документов

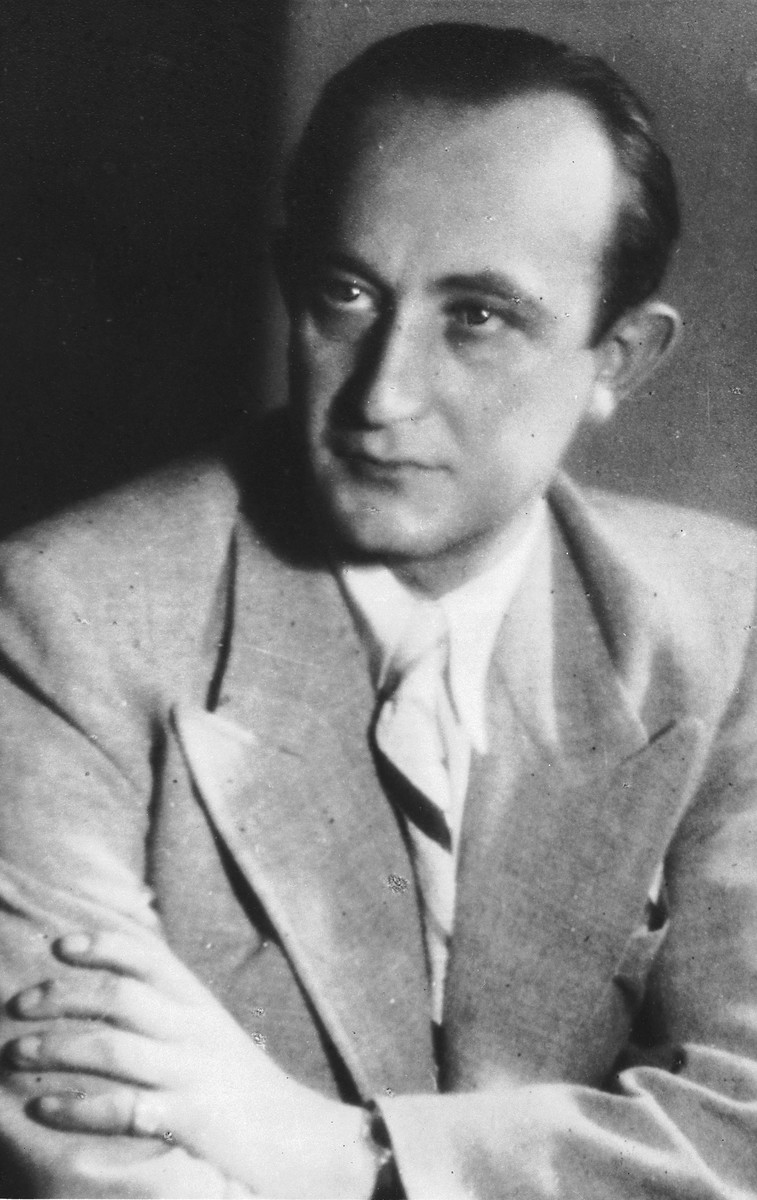
Жорж Мантелло